# Мобилизационные пункты развёртывания резервистов РУ ВМС США

Служебный значок военнослужащих управление военно-морской разведки. Носится на лацкане пиджака.

Мобилизационные пункты развёртывания резервистов разведывательного управления военно-морских сил вооружённых сил Соединённых Штатов Америки — пункты в разведывательных районах разведывательного управления военно-морских сил вооружённых сил Соединённых Штатов Америки (РУ ВМС ВС США) предназначенные для сбора резервистов по мобилизации или призыву.
В административной структуре ВМС управление резерва разведки подчинено командующему резервом ВМС (Commander, Navy Reserve Force). Главной задачей управления является подготовка и организация мобилизации специалистов разведки резерва в угрожаемый период. С этой целью в системе данного управления созданы так называемые мобилизационные разведывательные районы (Reserve Intelligence Area), которые размещены во всех регионах континентальной части страны. Отмечается, в частности, что в 1990 — 1991 годах, в период подготовки и проведения операции «Буря в пустыне», для участия в боевых действиях в составе коалиционной группировки были отмобилизованы более 400 резервистов разведки флота ВС.

## Дислокация
В настоящее время насчитывается 12 мобилизационных разведрайонов ВМС, пункты развертывания которых дислоцированы на:

### Военно-морских базах (ВМБ)
- Норфолк
- Сан-Диего

### Авиационных базах (АБ) — военных аэродромах ВМС
- Грейт-Лейк (ш. Иллинойс)

### АБ (военных аэродромах) резерва ВМС
- Форт-Уэрт
- Джэксонвилль (ш. Флорида)
- Уиллоу-Гроув (ш. Пенсильвания)
- Новый Орлеан (ш. Луизиана)
- Уидби-Айленд (ш. Вашингтон)

### В городах
- Вашингтон (о. Колумбия).
- Денвер (ш. Колорадо)
- Миннеаполис (ш. Миннесота)
- Бостон (ш. Массачусетс)